# Chiaglas pallidipectus
Chiaglas pallidipectus là một loài tò vò trong họ Ichneumonidae.